# Miquel Pueyo i París
Miquel Pueyo i París   (Lleida, 18 d'agost de 1978) és un escriptor, professor universitari i polític català. Va ser Paer en cap de Lleida per Esquerra Republicana de Catalunya del 2019 fins al 2023, després de 40 anys de govern local del PSC.

## Biografia
Pueyo és doctor en Filologia Catalana per la Universitat de Barcelona i va fer estudis de graduat social. Ha estat professor de la Universitat de Lleida, des de 1979, i ha impartit classes de sociolingüística i de política lingüística. Des de 2011 és professor del grau de Periodisme i Comunicació Audiovisual, on ha impartit Comunicació Política i Opinió Pública, i Anàlisi i Creació de Continguts Digitals. També ha dirigit la Càtedra de Periodisme i Comunicació. Ha estat director de l'Institut d'Estudis Ilerdencs i delegat de l'Institut de Ciències de l'Educació (ICE) de la Universitat de Barcelona a Lleida. És o ha estat membre de l'Ateneu Popular de Ponent, d'Òmnium Cultural, de l'Associació d'Escriptors en Llengua Catalana, de la Societat Catalana de Comunicació, de l'Associació d'Antics Diputats al Parlament de Catalunya i de l'Associació per a la Delegació Olímpica de Catalunya.
Milita a Esquerra Republicana de Catalunya (ERC), des de 1988, va ser elegit diputat per aquest partit al Parlament de Catalunya a les eleccions de 1988 i 1992. En la legislatura 1988-1992 va ser portaveu adjunt del Grup parlamentari d'ERC. En la legislatura 1992-1995 va ser president de les comissions del Parlament de Catalunya del Síndic de Greuges i d'Estudi de les Dificultats de la Utilització de la llengua de signes.
Va ser director de Planificació Lingüística de la Generalitat de Catalunya durant el 2004, i secretari de Política Lingüística de la Generalitat de Catalunya en dues etapes: la primera, de gener de 2005 fins a maig de 2006, i la segona de novembre de 2006 a setembre de 2007, quan fou designat delegat territorial del Govern de la Generalitat a Lleida. L'any 2011 es va reincorporar a la Universitat de Lleida. El mes de maig de 2018 va ser elegit candidat a la Paeria de Lleida per la candidatura d'ERC, Moviment d'Esquerres, Avancem i Jovent Republicà, juntament amb la plataforma ciutadana de suport, Lleida Republicana. En les eleccions celebrades el 26 de maig de 2019, va ser el candidat de la llista més votada, a Lleida. Després de les eleccions de 2023, es va reincorporar a la seua plaça de professor titular del grau de Periodisme i Comunicació Audiovisuals a la Universitat de Lleida.
| « | La política no és una activitat en què puguis esperar un retorn objectiu, afectuós, equilibrat dels esforços que hi has posat. La política és una suma de circumstàncies. | » |

## Obres publicades
- Lleida: ni blancs ni negres, però espanyols (1984, ISBN 978-84-297-2125-6)
- Llengües en contacte en la comunitat lingüística catalana (1991)
- Tres escoles per als catalans: minorització lingüística i implantació escolar a Itàlia, França i Espanya (1996, ISBN 978-84-7935-327-8)
- Política i planificació lingüístiques (1997, ISBN 978-84-7660-342-0)
- El fantasma de la mort del català (2007, ISBN 978-84-8437-935-5)
- Mort certa, hora incerta. De l'edat mitjana a la societat digital (coautor amb Ernest Benach) (2013, ISBN 978-84-9975-318-8)